# Antonov An-225 Mriya
Antonov An-225 Mriya (tiếng Ukraine: Антонов Ан-225 Мрія, tên ký hiệu của NATO: Cossack) là máy bay vận tải do Tổ hợp Khoa học Công nghệ Hàng không Antonov thuộc Liên Xô cũ chế tạo, và hiện là loại máy bay vận tải lớn nhất thế giới và đã từng hoạt động trước khi Liên Xô tan rã cho đến 2022 sau khi cuộc tấn công của Nga vào Ukraine đang diễn ra. Ban đầu được thiết kế với mục đích chuyên chở tàu vũ trụ Buran nhưng sau sự sụp đổ của Liên Xô, chiếc máy bay này được chuyển giao cho Ukraine và được sử dụng để vận chuyển những vật thể có kích thước lớn.
Với tổng trọng lượng tối đa 640 tấn (1.411.000 lb), An-225 là máy bay nặng nhất thế giới. Chiếc Hughes H-4 Hercules, nổi tiếng với cái tên "Spruce Goose", có sải cánh lớn hơn, nhưng mới chỉ cất cánh một lần và chưa đạt đến độ cao 70 ft (21.3 m); An-225 là máy bay lớn nhất trên thế giới đã cất hạ cánh nhiều lần. An-225 cũng lớn hơn máy bay chở khách Airbus A380, và lớn hơn rất nhiều so với Antonov An-124, Boeing 747-400LCF,và Lockheed C-5 Galaxy, chiếc máy bay vận tải có tầm vóc đứng ngay sau nó.
Tháng 11 năm 2004, Liên đoàn Hàng không Quốc tế (FAI) đã đưa An-225 vào Sách kỷ lục Guinness với 240 kỷ lục.
Antonov An-225 được thương mại sẵn sàng để mang bất kỳ hàng hóa có trọng tải như thế nào do kích thước khoang chứa hàng hóa cực lớn của nó. Hiện nay, chỉ có duy nhất một chiếc mang số hiệu UR-82060 hiện đang hoạt động.
Trong trận đánh Sân bay Antonov giữa Nga và Ukraine năm 2022, chiếc máy bay lớn nhất thế giới Antonov AN-225 đã bị phá hủy.

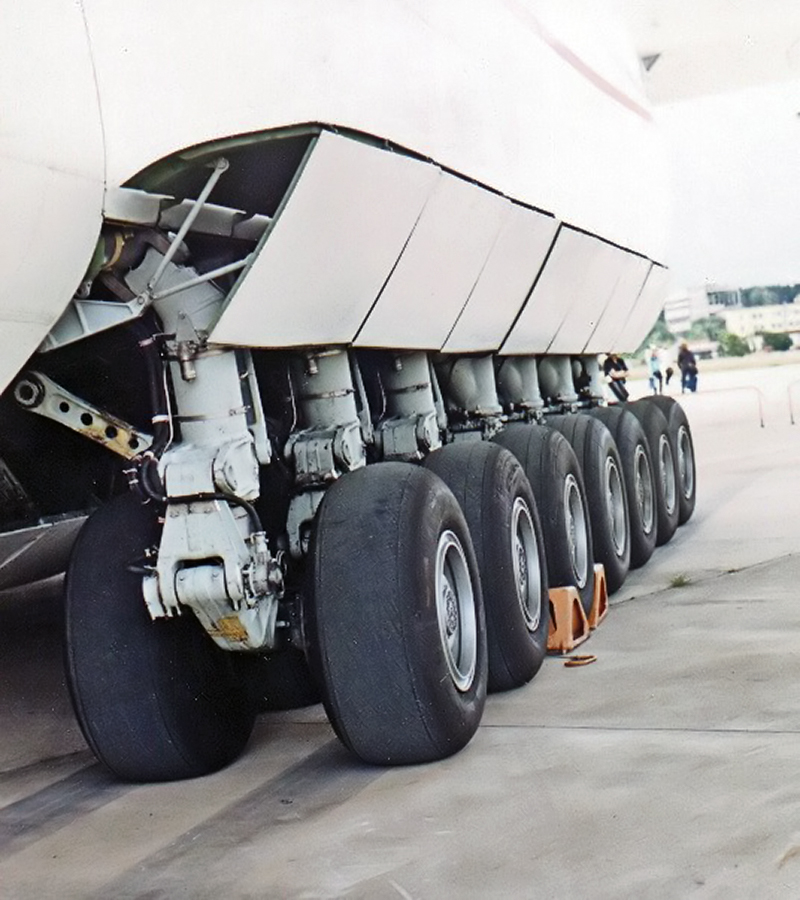
Bánh đáp chính An-225

## Phát triển

Tàu con thoi Buran được mang bởi An-225

An-225 được thiết kế cho chương trình không gian Xô viết như một giải pháp thay thế cho Myasishchev VM-T. Có khả năng vận chuyển bằng đường không tên lửa đẩy Energia và tàu vũ trụ Buran, nhiệm vụ và các mục đích của nó hầu như tương tự với loại Beluga của Airbus và Super Guppy Turbine của Hoa Kỳ.
An-225 là sự mở rộng bản thiết kế An-124 trước đó của Antonov. Để đảm đương được vai trò mới, thân máy bay được mở rộng suốt chiều dài. Hai động cơ Turbofans (không có cánh quạt) Lotarev D-18 được lắp thêm cạnh gốc cánh, nâng tổng số động cơ lên sáu chiếc, và hệ thống bánh đáp tăng cường với tổng cộng 32 bánh. Cửa chất hàng và thang lên phía sau của An-124 bị loại bỏ nhằm giảm trọng lượng, và các bộ phận ổn định được thay đổi từ một bộ phận ổn định dọc duy nhất thành cánh đuôi kép với một bộ phận ổn định ngang đuôi lớn quá cỡ. Cánh đuôi kép là cần thiết khi chuyên chở những hàng hóa rất lớn và nặng ở bên ngoài, tải ngoài này sẽ ảnh hưởng tới tính năng khí động học của một cánh đuôi quy ước. Không giống như An-124, An-225 không được dự định sử dụng cho vận tải hàng không chiến lược và không được thiết kế để cất hạ cánh trên đường băng ngắn.
Chuyến bay đầu tiên của An-225 diễn ra ngày 21 tháng 12 năm 1988. Hai chiếc đã được chế tạo, nhưng chỉ một chiếc An-225 (số đuôi UR-82060) hiện đang hoạt động. Nó có thể hoạt động vận chuyển thương mại những tải trọng cực lớn và/hay quá cỡ, lên tới 250.000 kg (550.000 lb) ở khoang trong hay 200.000 kg (440.000 lb) ở ngoài thân. Vật vận chuyển ngoài có thể dài tới 70 m. Một chiếc An-225 thứ hai đã được chế tạo một phần cuối thập niên 1980, cho Chương trình vũ trụ Xô viết. Sau khi Liên bang Xô viết tan rã năm 1991 và sự hủy bỏ chương trình vũ trụ Buran chiếc An-225 duy nhất hoạt động được đưa vào bảo quản. Sáu động cơ Lotarev được tháo dỡ sử dụng trên những chiếc An-124, và bộ khung chiếc An-225 thứ hai (gần hoàn thành và đang chờ được lắp động cơ) cũng bị xếp xó.

## Quá trình hoạt động

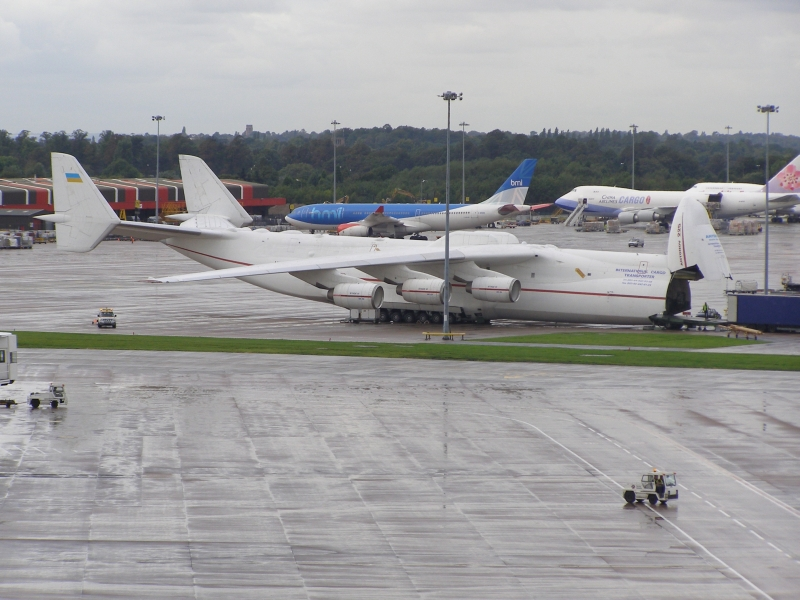
An-225 tại Sân bay Manchester năm 2006

So sánh kích thước giữa 5 loại máy bay lớn nhất thế giới

Cuối thập niên 1980, chính phủ Xô viết bắt đầu tìm cách thu lợi nhuận từ các vật tư quân sự của mình.
Năm 1989, một công ty cổ phần được Phòng Thiết kế Antonov thành lập với lĩnh vực hoạt động vận chuyển hàng không hạng nặng dưới cái tên "Antonov Airlines", đóng trụ sở tại Kiev, Ukraine và hoạt động từ Sân bay Luton London liên doanh với Air Foyle HeavyLift..
Công ty này bắt đầu hoạt động với một phi đội bốn chiếc An-124-100 và ba chiếc Antonov An-12, nhưng tới cuối thập niên 1990 rõ ràng những chiếc An-124 không đáp ứng nổi nhu cầu vận chuyển những hàng hóa lớn hơn nữa. Để đáp ứng nhu cầu này, chiếc An-225 được thay động cơ, chuyển đổi thích hợp cho vận chuyển hàng hóa hạng nặng, và đưa vào sử dụng dưới sự quản lý của Antonov Airlines.
Ngày 23 tháng 5 năm 2001, An-225 nhận được giấy chứng nhận từ Ủy ban Đăng ký Hàng không Liên quốc gia (IAC AR). Chuyến bay thương mại đầu tiên của nó xuất phát từ Stuttgart, Đức ngày 3 tháng 1 năm 2002, bay tới Thumrait, Oman với 216.000 suất ăn chuẩn bị sẵn cho binh sĩ Mỹ đang đóng quân trong vùng. Số lượng suất ăn chuẩn bị sẵn to lớn này được đặt trong 375 pallet và có tổng trọng lượng 187.5 tấn. Từ đó An-225 đã trở thành chiếc máy bay chủ lực trong phi đội của Antonov Airlines, vận chuyển những đồ vật từng được cho là không thể vận chuyển bằng đường không như đầu xe lửa, máy phát điện nặng tới 150 tấn, cũng như trở thành một tài sản giá trị của các tổ chức viện trợ quốc tế vì khả năng vận chuyển to lớn của nó với những loại hàng hóa viện trợ khẩn cấp trong các chiến dịch cứu trợ.
Tới năm 2000, rõ ràng nhu cầu với An-225 đã vượt quá khả năng hoạt động của nó, và vào tháng 9 năm 2006, bộ khung của chiếc An-225 thứ hai đã được dự định tân trang và hoàn thành vào giữa năm 2008. Tuy nhiên, thời điểm hoàn thành dự án liên tục bị hoãn lại. Tháng 8 năm 2009, chương trình của máy bay này chính thức ngưng lại dang dở vì lý do thiếu kinh phí.
Đầu tháng 6 năm 2003, chiếc An-225 duy nhất, cùng với những chiếc An-124, đã vận chuyển 800 tấn hàng hóa cho các chiến dịch viện trợ nhân đạo tại Iraq. An-225 cũng đã được chính phủ Mỹ ký hợp đồng vận chuyển các thiết bị quân sự tới Trung Đông hỗ trợ cho các lực lượng Liên quân. Việc người Mỹ sử dụng máy bay Liên Xô có thể coi là một minh chứng cho thành công trong lĩnh vực thiết kế máy bay vận tải hạng nặng Xô viết, bởi không một máy bay nào có khả năng tương đương được phát triển tại Hoa Kỳ.
Xem một bức ảnh vệ tinh một chiếc An-225 tại 50 35'20.57"N 30 12'22.00"E trên Google Maps, ở Sân bay UKKM Gostomel "Antonov" tây bắc Kiev, Ukraina.

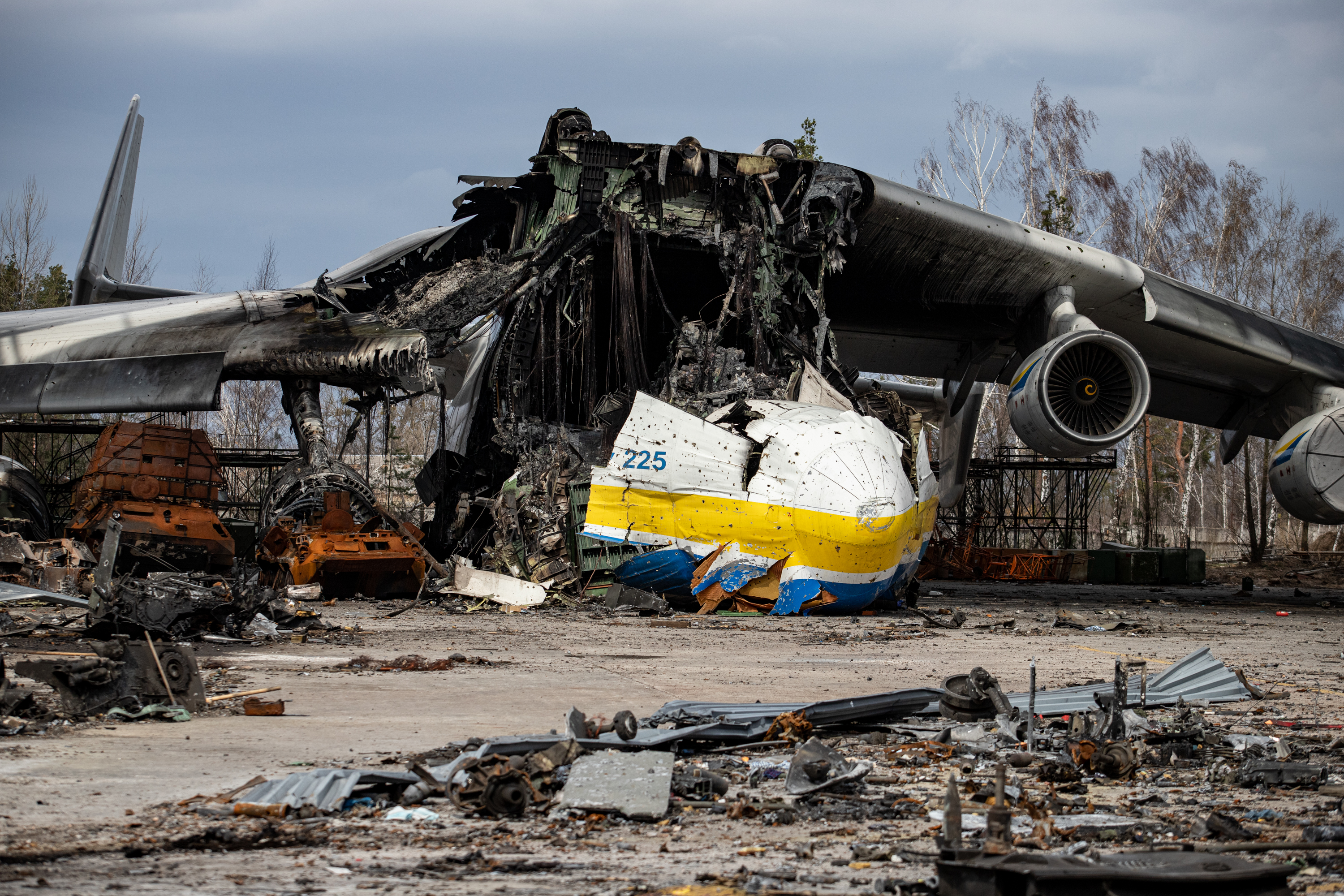
Hình ảnh chụp lại chiếc máy bay sau khi bị phá hủy bởi chiến tranh Nga-Ukraina

Trong khi cuộc tấn công của Nga vào Ukraina năm 2022, tình trạng ban đầu của chiếc An-225 không được biết rõ, vì chiếc máy bay này được đặt tại sân bay Antonov ở Hostomel, nơi diễn ra các giao tranh giữa các đơn vị Nga và Ukraina, vốn đã bị quân Nga chiếm được 2 lần trong các cuộc giao tranh. Tính đến ngày 24 tháng 2, chiếc máy bay vẫn còn được xác nhận trong tình trạng còn nguyên vẹn. Vào ngày 25 tháng 2, Antonov chính thức tuyên bố trên Twitter rằng họ không có thông tin chính xác về tình trạng hiện tại của máy bay. Ngày 27 tháng 2, một số bức ảnh chưa được xác nhận đã được đăng trên Twitter về chiếc máy bay đang bốc cháy và có thể bị phá hủy trong nhà chứa của nó tại Sân bay Hostomel.

## Dùng làm bệ phóng
Hiện công việc thiết kế để biến chiếc máy bay này thành một hệ thống phóng trên không cho các chương trình vũ trụ tương lai đang được tiến hành. Một trong những dự án nhiều hứa hẹn nhất là hệ thống vũ trụ đa mục đích MAKS liên doanh giữa Nga/Ukraine. Khi được sử dụng làm bệ phóng trên không, chiếc máy bay sẽ được trang bị các phương tiện cần thiết cho hoạt động phóng. Việc thực thi những dự án đó sẽ giúp giảm đáng kể chi phí vận chuyển hàng hóa vào vũ trụ.

## Quốc gia sử dụng
Liên Xô

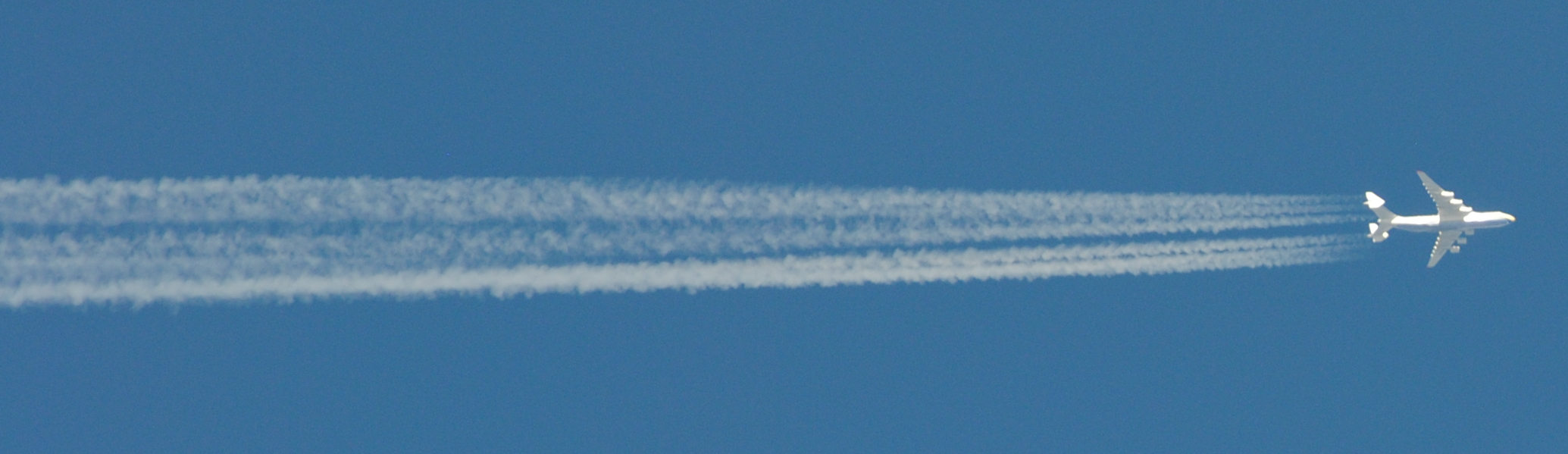
Khi bay trên cao, An-225 có sáu vệt khói đặc trưng phía sau

- Antonov Airlines sử dụng An-225 cho chương trình Buran của Liên Xô, sau khi Liên Xô tan rã, công ty (và máy bay) được chuyển giao cho Ukraina.

 Ukraina
- Antonov Airlines sử dụng cho hoạt động thương mại từ ngày 3 tháng 1 năm 2002 đến ngày 24 tháng 2 năm 2022 thì bị phá hủy trong trận đánh Sân bay Antonov.

## Biến thể
An-224
Phiên bản đề xuất đầu tiên có cửa nâng hạ hàng hóa phía sau. Phiên bản này không được chế tạo.
An-225
Phiên bản không có cửa nâng hạ hàng hóa phía sau. Có một chiếc được chế tạo, chiếc thứ hai chưa hoàn thành.
An-225-100
Tên định danh dành cho An-225 sau khi trải qua hiện đại hóa vào năm 2000. Các nâng cấp gồm có hệ thống cảnh báo va chạm máy bay, thiết bị liên lạc và định vị cải tiến cũng như tính năng giảm tiếng ồn.
An-325
Máy bay đề xuất mở rộng với tám động cơ, được thiết kế đặc biệt để phóng tàu vũ trụ lên quỹ đạo với nhiều mục đích khác nhau. Ban đầu An-325 được thiết kế cho chương trình MAKS, nhưng cuối cùng đã phát triển thành sự hợp tác chung giữa British Aerospace và Bộ Công nghiệp Hàng không Liên Xô như một phần của chương trình Interim HOTOL. Chưa có chiếc An-325 nào từng được chế tạo.
AKS
Phiên bản mang theo máy bay vũ trụ phóng từ trên không lên quỹ đạo Tupolev OOS; AKS có thiết kế thân đôi gồm hai thân máy bay An-225, và chiếc Tupolev OOS gắn dưới cánh giữa hai thân. Nhiều cấu hình động cơ được đề xuất cho phiên bản này, từ 18 động cơ phản lực cánh quạt Progress D-18T cho tới 40 động cơ, với các vị trí động cơ đặt cả trên và dưới cánh. Ngoài ra, còn có một thiết kế thay thế cho AKS là sử dụng thân máy bay hoàn toàn mới, mỗi thân có một đuôi riêng. Tuy nhiên, AKS được coi là không khả thi và không có nguyên mẫu nào được chế tạo.

## Thông số kỹ thuật (An-225)
Nguồn:Vectorsite, Antonov's Heavy Transports

### Đặc điểm tổng quát
- Phi đoàn: 6 người
- Trọng tải: 250.000 kg (550.000 lb)
- Kích thước cửa: 440 x 640 cm (14.4 x 21.0 ft)
- Chiều dài: 84 m (275.6 ft)
- Sải cánh: 88.40 m (290 ft 2 in)
- Chiều cao: 18.1 m (59.3 ft)
- Diện tích cánh: 905.0 m² (9.743,7 ft²)
- Trọng lượng rỗng: 175.000 kg (385.800 lb)
- Trọng lượng cất cánh: n/a
- Trọng lượng cất cánh tối đa: 600.000 kg (1.322.773 lb)
- Động cơ: 6× động cơ phản lực cánh quạt đẩy ZMKB Progress D-18, 229 kN (51.600 lbf) mỗi chiếc
- Quãng đường cất cánh: 3.500 m (11.500 ft) với trọng lượng tải tối đa

### Hiệu suất bay
- Vận tốc cực đại: 850 km/h (460 knots, 530 mph)
- Tốc độ hành trình: 750 km/h (400 knots, 465 mph)
- Tầm bay:
  - Tối đa nhiên liệu: 14.000 km (8.700 mi)
  - Tối đa trọng tải: 4.000 km (2.500 mi)
- Trần bay: 10.000 m (33.000 ft)
- Vận tốc lên cao: (480m/1min)
- Lực nâng của cánh: 662.9 kg/m² (135.5 lb/ft²)
- Lực đẩy/trọng lượng: 0.234